# Осиновяване от еднополови двойки
Осиновяването от еднополови двойки е един от често срещаните начини, чрез които еднополовите двойки стават родители. То може да е съвместно осиновяване и от двамата партньори, а може и да е осиновяване на заварено дете, при което един партньор осиновява биологичното дете на другия.
Съвместно осиновяване от еднополови двойки е законно в 39 държави. Повечето държави, в които еднополовите бракове са легални, позволяват и съвместно осиновяване, с изключение на Еквадор и Непал. Няколко държави и територии, в които еднополовите бракове не са законни, позволяват съвместно осиновяване: Боливия, Хърватска, Израел, Бермуда и Каймановите острови. В някои от държавите, позволяващи еднополов брак, узаконяването на съвместно осиновяване предшества това на брака.
21 от 31 мексикански щати, както и Мексико Сити, позволяват съвместното осиновяване от женени еднополови двойки, въпреки че Върховният съд заставя всички щати да го разрешават. Две държави, в които еднополовите бракове не са легални, позволяват осиновяването на доведено дете при еднополови двойки: Сан Марино и Чехия.
В държавните конституции обикновено не се споменава дали еднополовите двойки имат право да осиновяват деца, затова решението по това право често остава в ръцете на съда. Хората, които се противопостяват на правото на еднополовите двойки да осиновяват, често твърдят, че ЛГБТ родителството вреди на децата. Редица проучвания обаче сочат, че родители, които са гейове или лесбийки, са също толкова годни и способни да бъдат родители, колкото и хетеросексуални родители, а децата им са еднакво здрави психологически, колкото и деца, отгледани от хетеросексуални родители.
Еднополови двойки, които искат да станат родители чрез осиновяване, често се сблъскват с обществен натиск да спазват хетеронормативни полови роли.